# C/1932 Y1 (Dodwell-Forbes)
C/1932 Y1 (Dodwell-Forbes) ist ein Komet, der in den Jahren 1932 und 1933 beobachtet werden konnte.

## Entdeckung und Beobachtung
Der Komet wurde am Abend des 15. Dezember 1932 von Alexander Forbes aus seiner privaten Sternwarte in Hermanus bei Kapstadt in Südafrika mit einem 8-Zoll-Reflektor entdeckt. Es war bereits seine dritte Kometenentdeckung. Unabhängig davon wurde der Komet zwei Tage später am 17. Dezember von George F. Dodwell, dem Government Astronomer in Adelaide, Australien entdeckt. Es war seine einzige Kometenentdeckung. Dodwells Sichtungsmeldung ging aber vor derjenigen von Forbes (wegen eines Feiertags in der Südafrikanischen Union) bei der IAU ein, daher erhielt der Komet den Doppelnamen Dodwell-Forbes.
Seine Helligkeit bei der Entdeckung betrug etwa 10 mag. Er war zuerst von der Südhalbkugel aus zu beobachten mit zunehmender Helligkeit bis 8 mag Ende Dezember, aber ab Januar 1933 auch von der Nordhalbkugel, als ein Schweif von 1° Länge beobachtet wurde. Die letzte Positionsbestimmung erfolgte am 22. April 1933 am Lick-Observatorium in Kalifornien.

## Wissenschaftliche Auswertung
Kurz nach seiner Erscheinung, als seine Umlaufzeit noch nicht genau bestimmt war, wurde der Komet noch als ein neues Mitglied der Neptun-Familie von Kometen angesehen. Aber bereits 1949 wurde in einer Untersuchung vermutet, dass der Komet Dodwell-Forbes ein Mitglied einer neuen Kometenfamilie von mindestens 8 zur damaligen Zeit bekannten Kometen mit ähnlichen Aphel-Distanzen von etwa 85 AE und Umlaufzeiten zwischen 235 und 300 Jahren sein könnte. Aus der Analogie zu den gesicherten Kometenfamilien, die jeweils in Zusammenhang mit den Planeten Jupiter, Saturn, Uranus und Neptun stehen, wurde damit auch die Existenz einer Transpluto-Familie und eines transplutonischen Planeten als wahrscheinlich angesehen. Unter der gleichen Annahme und mit der einschließlich des Kometen Dodwell-Forbes auf 10 Mitglieder angewachsenen transplutonischen Kometenfamilie wurde 1991 versucht, Abschätzungen über Größe, Masse, Helligkeit und gegenwärtigen Ort des hypothetischen Planeten X zu machen.

## Umlaufbahn
Für den Kometen konnte aus 23 Beobachtungsdaten über einen Zeitraum von 63 Tagen eine elliptische Umlaufbahn bestimmt werden, die um rund 25° gegen die Ekliptik geneigt ist. Die Bahn des Kometen verläuft damit leicht schräg gestellt zu den Bahnebenen der Planeten. Im sonnennächsten Punkt der Bahn (Perihel), den der Komet zuletzt am 30. Dezember 1932 durchlaufen hat, befand er sich mit etwa 169,2  Mio. km Sonnenabstand im Bereich etwas außerhalb der Umlaufbahn der Erde. Am 10. Januar 1933 kam er der Erde bis auf 138,9 Mio. km (0,93 AE) nahe, nennenswerte Annäherungen an die anderen kleinen Planeten fanden nicht statt.
Durch die wenigen Beobachtungsdaten weisen die Bahnelemente, wie sie in der JPL Small-Body Database angegeben sind, relativ große Unsicherheiten auf. Nach diesen Angaben und ohne Berücksichtigung nicht-gravitativer Kräfte auf den Kometen hatte seine Bahn einige Zeit vor der Passage des inneren Sonnensystems eine Exzentrizität von etwa 0,97205 und eine Große Halbachse von etwa 40,4 AE, so dass seine Umlaufzeit bei 257 Jahren lag. Der Komet könnte somit zuletzt um das Jahr 1676 (Unsicherheit ±8 a) erschienen sein, dabei blieb er wahrscheinlich unentdeckt.
Durch die Anziehungskraft der Planeten, insbesondere durch nahe Vorbeigänge am Saturn am 29. September 1929 in knapp 2 ¼ AE, am Jupiter am 25. Dezember 1933 in knapp 3 AE sowie am Neptun im März 1952 in etwa 12 ⅓ AE Abstand, wurde die Bahnexzentrizität auf etwa 0,97181 und die Große Halbachse auf etwa 40,2 AE verringert, so dass sich seine Umlaufzeit auf etwa 255 Jahre verkürzt. Wenn er um das Jahr 2060 den sonnenfernsten Punkt (Aphel) seiner Bahn erreicht, wird er etwa 11,9 Mrd. km von der Sonne entfernt sein, über 79-mal so weit wie die Erde und 2,6-mal so weit wie Neptun. Seine Bahngeschwindigkeit im Aphel beträgt nur etwa 0,55 km/s. Der nächste Periheldurchgang des Kometen wird möglicherweise um das Jahr 2188 (Unsicherheit ±8 a) stattfinden.